# アレクサンドロ・ヴィクトル・デ・ソウザ・リベイロ
アレクサンドロ（Alexsandro）ことアレクサンドロ・ヴィクトル・デ・ソウザ・リベイロ（Alexsandro Victor de Souza Ribeiro、1999年8月9日 - ）は、ブラジル・リオデジャネイロ出身のサッカー選手。リーグ・アン・リール所属。ブラジル代表。ポジションはDF。

## クラブ経歴
母国ブラジルでのプロデビュー前にポルトガルへと渡り、下部リーグを経て2021年7月にセグンダ・リーガのGDシャヴェスへ移籍。2021-22シーズンのリーグ戦31試合に出場して3得点を挙げ、クラブのプリメイラ・リーガ昇格に貢献した。
2022年7月1日、リーグ・アンに所属していたLOSCリールに加入し、2年契約を結んだ。